# ابراهیم خلیل حیدرزاده امین
ابراهیم خلیل حیدرزاده امین سیاست‌مدار ایرانی بود، که در دوره بیست و چهارم مجلس شورای ملی به عنوان نماینده بناب از استان آذربایجان شرقی در مجلس شورای ملی حضور داشت.